# Beli Iskăr (distrikt)
Beli Iskăr (bulgariska: Бели Искър) är ett distrikt i Bulgarien.   Det ligger i kommunen Obsjtina Samokov och regionen Sofijska oblast, i den västra delen av landet, 50 kilometer söder om huvudstaden Sofia.